# Sale delle Langhe
Sale delle Langhe (Sare dle Langhe in piemontese) è un comune italiano di 458 abitanti della provincia di Cuneo in Piemonte.

## Geografia fisica

### Territorio
A soli 10 chilometri a sud dal suo comune vicino più grande, ovvero Ceva, e ben 60 km da Cuneo, Sale delle Langhe si trova quasi al confine (20 km) con la Liguria, nell'estrema parte orientale delle valli Mongia-Cevetta della sponda destra del fiume Tanaro; si formò grazie al piccolo rio Salessola, fra le colline della Langa cebana, ad un'altitudine di 480 m s.l.m. È classificato nella zona sismica 4 (zona non a rischio sisma).

### Clima
Il comune è stato inserito nella zona climatica E ed ha un fabbisogno termico di 2910 gradi giorno. La normativa attuale pone il limite di 14 ore giornaliere per l'accensione degli impianti di riscaldamento, che possono essere attivati dal 15 ottobre al 15 aprile.

## Origini del nome
L'intero territorio dei due comuni di Sale delle Langhe e Sale San Giovanni è noto alla storia con il nome di Sale o Sale delle Langhe fino al 2 marzo 1948, quando le rivalità fra gli abitanti della frazione Bricco e quelli della Valle, l'attuale Sale delle Langhe, culminarono con il decreto che portò alla scissione del primo con la costituzione del comune di Sale San Giovanni.
Sull'origine del toponimo Sale esistono due ipotesi: la prima riporta al nome di antichi abitatori della zona, i Salii, Sallui o Salluvi, mentre l'altra si rifà ad un antico vocabolo stante ad indicare grotta, stanza, sala o villaggio.

## Storia
Il territorio di Sale sembra sia stato abitato già in epoca romana, come testimoniato dal ritrovamento di una lapide databile fra il I e II secolo.
Verso l'anno 890 il territorio di Sale, come l'intera regione limitrofa, subì le incursioni saracene.
Per i primi documenti scritti giunti fino a oggi si devono attendere gli anni a cavallo del 1000, dove vien citato negli atti di donazione di Ottone III a favore del vescovo Bernardo.
Attorno al 1135 il territorio di Sale entrò nei domini del Marchesato di Ceva, il quale concesse gli Statuti alla comunità nel 1330, con Guglielmo V. Questi statuti vennero poi rivisti e confermati decenni dopo da Cossano Doria.
Nel 1531 il territorio di Sale passa sotto i domini di Casa Savoia per volere dell'imperatore Carlo V.
Il 16 aprile 1796 Sale subisce l'arrivo delle truppe napoleoniche con i relativi saccheggi e soprusi. A questa tragedia, seguirono anche calamità atmosferiche che misero a dura prova gli abitanti della zona.
Nel XIX secolo la costruzione della ferrovia Bra-Ceva-Savona, l'integrazione della rete stradale e la costruzione nel 1907 di una fornace (attiva fino agli anni ottanta) portano al paese un buon livello di benessere e prosperità.
Nel 1948 Sale delle Langhe vide la scissione della sua frazione Bricco, che divenne comune autonomo con il nome di Sale San Giovanni.

### Simboli
Lo stemma di Sale delle Langhe è descritto nello statuto comunale in termini araldicamente impropri: «Lettera S in alto a sinistra e lettera L in basso a destra, di colore giallo, separata da barra trasversale in visione prospettica con base superiore bianca e bordi gialli, il tutto su sfondo bianco. Lo stemma è sormontato da corona gialla e circondato sulla parte inferiore da ghirlanda di foglie di colore verde.» All'atto pratico, la descrizione risulta concettualmente inappropriata in quanto menziona tinte non previste (giallo e bianco, che in araldica sono rispettivamente oro e argento) e pone a diretto contatto elementi metallici (oro e argento), il che è vietato dalla disciplina araldica.

## Monumenti e luoghi d'interesse
- Chiesa parrocchiale dell'Assunta: originata da una cappella del XVI secolo ampliata in successivi lavori fino a diventare chiesa parrocchiale, nel 1576 venne indicata in un documento come cappella della Madonna dei Prati. Oggi è una chiesa di tre navate con altare maggiore in marmo, facciata in pietra grigia e finestre in vetro colorato. Vi è custodita una scultura lignea raffigurante l'Assunta, acquistata dalla parrocchia nel 1816 dallo scultore savonese Brilla
- Chiesa parrocchiale di San Giacomo: iniziata nello stesso periodo della parrocchiale dell'Assunta, si trova nella frazione Arbi
- Cappella di San Lazzaro: è l'edificio religioso più antico sul territorio comunale e si trova in località San Lazzaro. Venne edificata nel Medioevo ed era originariamente dotata di un piccolo ospedale, un rifugio per i lebbrosi ed un cimitero.

## Società

### Evoluzione demografica
Negli ultimi cento anni, a partire dal 1921, la popolazione residente è dimezzata.
Abitanti censiti

## Amministrazione
| Periodo        | Periodo        | Primo cittadino  | Partito              | Carica  | Note |
| -------------- | -------------- | ---------------- | -------------------- | ------- | ---- |
| 6 luglio 1985  | 7 giugno 1990  | Piero Trincheri  | Democrazia Cristiana | Sindaco |      |
| 7 giugno 1990  | 24 aprile 1995 | Piero Trincheri  | Indipendente         | Sindaco |      |
| 24 aprile 1995 | 14 giugno 1999 | Piero Trincheri  | Centro               | Sindaco |      |
| 14 giugno 1999 | 14 giugno 2004 | Piero Trincheri  | Lista civica         | Sindaco |      |
| 14 giugno 1999 | 14 giugno 2004 | Piero Trincheri  | Lista civica         | Sindaco |      |
| 4 giugno 2004  | 8 giugno 2009  | Marco Ferrero    | Lista civica         | Sindaco |      |
| 8 giugno 2009  | 26 maggio 2014 | Marco Ferrero    | Lista civica         | Sindaco |      |
| 26 maggio 2014 | 09 giugno 2024 | Maurizio Ferrero | Lista civica         | Sindaco |      |

Dati del Ministero dell'Interno.

### Altre informazioni amministrative
Il comune faceva parte della comunità montana Alto Tanaro Cebano Monregalese.